# Hiccoda eccausta
Hiccoda eccausta là một loài bướm đêm trong họ Noctuidae.